# Двор-Черепито (Россонский район)
Двор-Черепито (бел. Двор-Чарэ́піта) — деревня в Россонском районе Витебской области Республики Беларусь. В составе Альбрехтовского сельсовета.

## География
Деревня расположена в 8 км на запад от Россон и в 160 км на северо-запад от Витебска.

## История
В 1885 году Черепито, слобода бывшая владельческая, при озере Мостоке, дворов 10, жителей 96, церковь православная, часовня.
С 1905 года в Вознесенской волости Полоцкого уезда Витебской губернии.
Во Дворе-Черепито существовала усадьба, принадлежавшая пану Гласку. На сегодняшний день от нее сохранился лишь ландшафтный парк — обязательный элемент представительной загородной резиденции.
Парк был разбит вокруг хозяйского дома хозяина в начале XX века и был организован полукругом вокруг системы искусственных водоемов. Для придания парку масштабности и разнообразия ландшафта использовано его эффектное и экономичное сочетание с окружающим лесом. Парковая зона была обозначена культурными посадками липы, сирени, дуба, ели, березы. Парк относится к типу пейзажных с нерегулярной планировкой.
Каменное здание хозпостройки — единственный сохранившийся артефакт из прошлого.
До 16 сентября 1957 года входила в состав Димитровского сельсовета.

## Население
- 1999 год — 43 жителей (перепись населения)
- 2009 год — 22 жителя (перепись населения)[2]

## Достопримечательность
- Усадьба Глазков (нач. XX в.)